# Stefan Vurchio
Stefan Vurchio (* 9. Januar 1969 in Hanau am Main) ist ein deutscher Schauspieler.
Stefan Vurchio war von 2002 bis 2004 Schauspielschüler in Frankfurt, wo er unter anderem in den Stücken Onkel, Onkel, The Rocky Horror Show, Geschlossene Gesellschaft, Scherz, Satire, Ironie und tiefere Bedeutung, Drei Männer im Schnee, Rosenkranz und Güldenstern und Die Zoogeschichte spielte. Anschließend Theaterengagements in Hanau (Die sechs Schwäne, Evita), Darmstadt (Bei Verlobung Mord) und wieder in Frankfurt (Signs – Lebenszeichen).
Im Fernsehen spielte er 2002 einen Zivilfahnder in der Krimi-Reihe Ein Fall für zwei und 2006 den Stalker der jungen Irina (Karolin Dubberstein) in der ARD-Serie Lindenstraße.  Außerdem spielte er den Ted in Christian Kroehls Kurzfilm Alte Natur (2005).

## Filmografie
- 2002: Ein Fall für zwei
- 2005: Alte Natur
- 2006: Lindenstraße
- 2007: Der Aufstand
- 2008: Der Verkauf